# ふたつの風
ふたつの風（フタツノカゼ）は、光GENJIのメンバーとして共に活動していた佐藤寛之と山本淳一の2人で結成されたユニットである。主にローラースケートのパフォーマンスをメインにしたアーティスト活動を行っている。通称「ふた風」。

## メンバー
プロフィール出典
| 名前                             | 生年月日              | 出身地         | 血液型 | メンバーカラー |
| -------------------------------- | --------------------- | -------------- | ------ | -------------- |
| 佐藤寛之 （さとう ひろゆき）     | 1970年11月2日（54歳） | 千葉県鎌ケ谷市 | AB型   | 水色           |
| 山本淳一 （やまもと じゅんいち） | 1972年2月28日（53歳） | 東京都八王子市 | B型    | 赤             |

## 来歴
- 2023年5月29日、佐藤寛之&山本淳一によるユニット『ふたつの風』が結成された[3][4]。
- 2023年8月25日、rock fieldレーベルよりデビューシングル『君と物語』が2023年12月5日にリリースされることが発表される[5]。
- 2023年9月16日、ふたつの風が2024年1月に東京、名古屋、大阪でツアーを初開催することが発表された。ツアータイトルは『どこかで君と物語』[6]。
- 2024年2月26日、ふたつの風『どこかで君と物語』GINZA〜SAKAE〜SHINSAIBASHIオフィシャルグッズオンライン発売[7]。

## 出演

### 音楽番組
- 関内デビル（2023年12月4日 - 8日、テレビ神奈川）
- 13分のステージ（2023年12月7日、テレビ神奈川）

### ラジオ
- 生島ヒロシのおはよう一直線（2023年11月15日、TBSラジオ）
- 音楽のハコ（2023年12月6日、IBCラジオ）
- SATURDAY FUN（2023年12月9日、Air-G FM北海道）
- エンタメExpress（2023年12月20日、TBSラジオ）
- エンタメSaturday（2023年12月23日、TBSラジオ）

## イベント

### ミニライブ
| 公演日              | 会場                                   | 開演時間    | 備考 |
| ------------------- | -------------------------------------- | ----------- | ---- |
| 2023年6月23日（金） | ［愛知］イオン八事ショッピングセンター | 13:00/15:00 |      |

### presented by SHOW & TIME2023『Three Clovers』

#### 出演：植草克秀、ふたつの風（佐藤寛之・山本淳一）
| 公演日                   | 会場                                   | 開演時間    | 備考     |
| ------------------------ | -------------------------------------- | ----------- | -------- |
| 2023年8月4日（金）       | ［福岡］ホテルオークラ福岡             | 17:00       |          |
| 2023年8月11日（金・祝）  | ［愛知］名古屋観光ホテル               | 17:00       |          |
| 2023年8月25日（金）      | ［京都］リーガロイヤルホテル京都       | 17:00       |          |
| 2023年11月23日（木・祝） | ［東京］京王プラザホテル新宿           | 11:00/17:00 | 追加公演 |
| 2023年12月24日（日）     | ［大阪］グランドプリンスホテル大阪ベイ | 11:00       | 追加公演 |

### デビューシングル『君と物語』ミニライブ＆特典会
| 公演日               | 会場                                                | 開演時間    | 備考 |
| -------------------- | --------------------------------------------------- | ----------- | ---- |
| 2023年9月16日（土）  | ［東京］タワーレコード渋谷店                        | 12:30/15:30 |      |
| 2023年9月17日（日）  | ［東京］イオンモールむさし村山                      | 14:00       |      |
| 2023年9月23日（土）  | ［福岡］リバーウォーク北九州                        | 14:30       |      |
| 2023年9月30日（土）  | ［東京］アーバンドック ららぽーと豊洲               | 14:30       |      |
| 2023年10月1日（日）  | ［北海道］ヴィレッジヴァンガードさっぽろ東急店      | 15:00/18:00 |      |
| 2023年10月7日（土）  | ［埼玉］イオンレイクタウンmori                      | 12:00       |      |
| 2023年10月8日（日）  | ［千葉］イオンモール幕張新都心 グランドスクエア     | 14:00       |      |
| 2023年10月15日（日） | ［東京］ダイバーシティ東京プラザ                    | 14:00       |      |
| 2023年10月20日（金） | ［愛知］イオン八事ショッピングセンター              | 12:30/15:30 |      |
| 2023年10月22日（日） | ［大阪］なんばパークス                              | 12:00       |      |
| 2023年10月27日（金） | ［東京］池袋サンシャインシティ                      | 11:45       |      |
| 2023年10月28日（土） | ［愛知］ヴィレッジヴァンガード名古屋パルコ店        | 14:00       |      |
| 2023年10月29日（日） | ［静岡］ららぽーと磐田                              | 14:00       |      |
| 2023年11月5日（日）  | ［北海道］サッポロファクトリー                      | 13:00       |      |
| 2023年11月18日（土） | ［東京］アーバンドック ららぽーと豊洲               | 14:30       |      |
| 2023年11月19日（日） | ［福島］イオンタウン郡山                            | 15:00       |      |
| 2023年11月25日（土） | ［広島］広島駅南口地下広場                          | 18:00       |      |
| 2023年12月2日（土）  | ［愛知］イオンモール熱田                            | 14:00       |      |
| 2023年12月3日（日）  | ［千葉］ららポート柏の葉幕張新都心 グランドスクエア | 14:00       |      |
| 2023年12月5日（火）  | ［埼玉］イオンレイクタウンmori                      | 18:00       |      |
| 2023年12月9日（土）  | ［新潟］イオンモール新潟南                          | 14:00       |      |
| 2023年12月10日（日） | ［東京］ららぽーと立川立飛                          | 12:00/15:00 |      |

### お年玉公演『どこかで君と物語 GSS』
| 公演日                            | 会場                            | 開演時間 | 備考 |
| --------------------------------- | ------------------------------- | -------- | ---- |
| 2024年1月8日（月・祝）- 9日（火） | ［東京］博品館劇場              | 18:00    |      |
| 2024年1月16日（火）               | ［愛知］DIAMOND HALL            | 18:00    |      |
| 2024年1月30日（火）- 31日（水）   | ［大阪］心斎橋パルコ「SPACE14」 | 18:00    |      |

### ふたKAZE FU風　LIVE TOUR 2024[8]
| 公演日                             | 会場                            | 開演時間 | 備考 |
| ---------------------------------- | ------------------------------- | -------- | ---- |
| 2024年10月9日（水）- 10日（木）    | ［東京］四谷区民ホール          | 18:00    |      |
| 2024年11月4日（月・祝）- 5日（火） | ［大阪］心斎橋パルコ「SPACE14」 | 18:00    |      |
| 2024年12月19日（木）               | ［愛知］千種文化小劇場          | 18:00    |      |